# 杉田虔一郎
杉田虔一郎（すぎた けんいちろう、1932年10月14日 - 1994年9月5日）は、日本の医学者。専門は脳神経外科学。学位は、医学博士。信州大学医学部脳神経外科学教室教授（初代1978年-1988年）、名古屋大学医学部脳神経外科教授（1988年-1994年の死亡時まで）を歴任。
定位脳手術、手術機器の開発などを手がけ、脳動脈瘤治療のためのクリップ（Sugitaクリップ）を開発する。さらに、顕微鏡手術のための手術機器および支援機器を精力的に開発し脳神経外科手術の治療成績と安全性の向上、国内外の若手医師の指導など幅広く寄与する。門下に小林茂昭世界脳神経外科学会連盟名誉会長らがいる。

## 略歴
- 1932年10月14日、名古屋市にて出生。
- 1957年3月、名古屋大学医学部卒業。
- 1957年4月、名古屋市立大学病院にてインターン。
- 1958年4月、名古屋大学第一外科入局。
- 1960年12月-1963年4月、西ドイツ（当時）・フライブルク大学医学部脳神経外科留学。
- 1967年4月、名古屋大学脳神経外科学教室開設
- 1970年3月、名古屋大学脳神経外科助手。
- 1975年4月、名古屋大学脳神経外科講師。
- 1977年11月、名古屋大学脳神経外科助教授。
- 1978年1月、信州大学医学部脳神経外科学初代教授

在任中に、看護師と共同で開催する信州セミナー(1978年創設)、手術映像を用いた症例検討会の嚆矢である白馬脳神経外科セミナー（1979年）を創設
- 1988年6月、名古屋大学脳神経外科教授
- 1993年7月、名古屋大学医学部附属病院病院長（兼任）。
- 1994年9月5日、死去[1]　61歳。

## 学会活動・受賞歴等
- 1984年スカンジナビア王立脳神経外科学会よりオリベクローナ賞授与、ストックホルムの授賞式に出席。(Olovecrona Medal Awards:脳神経外科/神経科学のノーベル賞といわれる、受賞者はスウェーデン・カロリンスカ研究所に招聘されオリベクローナシンポジウムにおいてオリベクローナ記念講演を行う)
- 1985年ドイツ・シュプリンガー・サイエンス・アンド・ビジネス・メディアより Microneurosurgical Atlas を出版。
- 1986年アメリカ The Society of Neurological Surgeons の会員に推挙（日本人では4人目）。
- 1987年カナダトロント大学名誉教授に推挙。招待講演、同国神経学脳神経外科学会賞授与。
- 1988年フランス日本脳神経外科合同会議主催、カナダ日本脳神経外科合同会議主催。
- 1989年第2回国際脳動脈瘤治療会議（IWIA）会長。
- 1991年「脳動脈瘤の外科学的治療の研究」として第44回中日文化賞を受賞。
- 1994年-1995年日本脳神経外科学会会長（第54回学術集会開催前に死去のため、没後は次期会長高久晃・富山医科薬科大学医学部脳神経外科学教授が会長を代行）
- 1995年5月 世界脳神経外科学会連盟名誉メダル the Medals of Honor を故人として受賞（Dr.Jules Hardy, Dr. Paulo Niemeyer Sr., Dr. Gazi Yasargil, Dr. Arnoud de Vet.の４名とともに）[2]
- 2011年4月11日　米国脳神経外科学会総会（American Association of Neurological Surgeons :AANS 2011）が杉田の業績を記念して年次学術集会において AANS-Sugita International Symposium を開催。

## 著書
- 『Microneurosurgical Atlas』（Springer Verlag、1985年）

## 脚註
1. ↑  杉田虔一郎先生-疾風怒濤の如く.　名古屋大学医学部脳神経外科学講座・発行
2. ↑  原文閲覧サイト H. August van Alphen : 50 Years of the World Federation of Neurosurgical Societies (1995 - 2005) . WFNS, 2006